# التقدمية في الولايات المتحدة

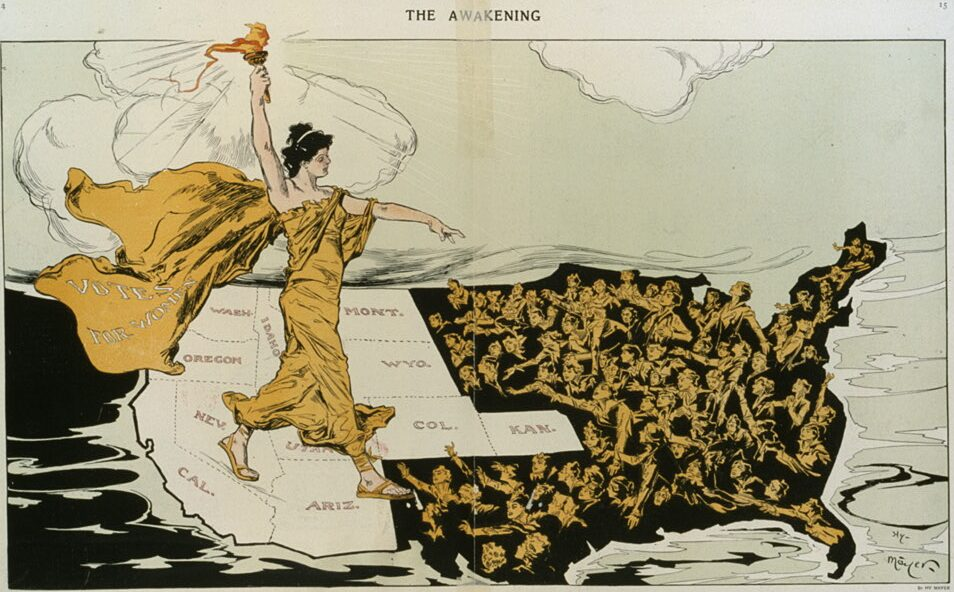
رسم كاركاتوري نشر عام 1915 في مجلة بوك الأمريكية يوضح الولايات التي وافقت على منح المرأة حق التصويت والسعي نحو تعميمها في كل الولايات

التقدمية في الولايات المتحدة هي حركة إصلاح واسعة النطاق وصلت إلى ذروتها في أوائل القرن العشرين. لقد كانت الطبقة الوسطى والإصلاحية بطبيعتها. نشأت كرد فعل للتغيرات الهائلة التي أحدثها التحديث، مثل نمو الشركات الكبرى، والتلوث ومخاوف الفساد في السياسة الأمريكية. في القرن الحادي والعشرين، استمر التقدميون في تبني مفاهيم مثل البيئة والعدالة الاجتماعية. في حين أن الحركة التقدمية الحديثة قد توصف بأنها ذات طبيعة علمانية إلى حد كبير، وبالمقارنة، فإن الحركة التقدمية التاريخية كانت إلى حد كبير متأصلة في الدين وتنشيطه.
عرف المؤرخ ألونزو هامبي التقدمية الأمريكية بأنها «الحركة السياسية التي تعالج الأفكار والنبضات والقضايا الناشئة عن تحديث المجتمع الأمريكي. الناشئة في نهاية القرن التاسع عشر، أنشأت الكثير من لهجة السياسة الأمريكية طوال النصف الأول من القرن.» 

## الحقبة التقدمية
يناقش المؤرخون المعالم الدقيقة، ولكن بشكل عام، يقومون بتواريخ «الحقبة التقدمية» من عام 1890 إلى الحرب العالمية الأولى أو بداية الكساد العظيم، استجابةً للتجاوزات المتصورة لعصر مذهبة.
ركزت العديد من المبادئ الأساسية للحركة التقدمية على الحاجة إلى الكفاءة في جميع مجالات المجتمع. كان التطهير للقضاء على الهدر والفساد عنصرًا قويًا،  بالإضافة إلى دعم التقدميين لتعويض العمال، وتحسين قوانين عمل الأطفال، وتشريعات الحد الأدنى للأجور، ودعم الحد الأقصى لساعات العمل التي يمكن للعمال العمل بها، وضريبة الدخل المتدرجة، سمحت للمرأة بحق التصويت. 
وفقًا للمؤرخ ويليام لوتشتنبرج: كان التقدميون يؤمنون بمفهوم هاملتون عن الحكومة الإيجابية، وبقيام حكومة وطنية بتوجيه مصائر الأمة في الداخل والخارج. لم يكن لديهم سوى ازدراء البناء الصارم للدستور من قبل القضاة المحافظين، الذين سيحدون من سلطة الحكومة الوطنية على العمل ضد الشرور الاجتماعية وتوسيع بركات الديمقراطية إلى الأراضي الأقل حظوة. العدو الحقيقي كان الخصوصية وحقوق الدولة والحكومة المحدودة.

## تنقية الناخبين
حذر التقدميون مرارًا وتكرارًا من أن التصويت غير القانوني يفسد النظام السياسي. وقد حددوا بشكل خاص رؤساء المدن الكبيرة، الذين يعملون مع حراس البارات والعمال المخضرمين الذي وصفوهم بالجناة الذين يحشدون لصناديق الاقتراع. تضمن حل تنقية التصويت الحظر (المصمم لإغلاق البارات)، ومتطلبات تسجيل الناخبين (المصممة لإنهاء التصويت المتعدد)، واختبارات محو الأمية (المصممة لتقليل عدد الناخبين الجاهلين).
استخدمت جميع الولايات الجنوبية (وأوكلاهوما) أجهزة لحرمان الناخبين السود خلال حقبة التقدميين.  عادةً ما دفعت العناصر التقدمية في تلك الدول إلى الحرمان من حقوقها، وغالبًا ما تقاتل ضد المحافظين على بياض الحزام الأسود. كان أحد الأسباب الرئيسية أن البيض كانوا يشترون الأصوات السوداء بشكل روتيني للتحكم في الانتخابات، وكان من الأسهل حرمان السود من حقهم في الحصول على رجال البيض الأقوياء.
في الشمال، جادل التقدميون مثل William U'Ren وRobert La Follette بأنه يجب أن يتمتع المواطن العادي بمزيد من السيطرة على حكومته. صُدِّرَ نظام أوريغون لـ «المبادرة والاستفتاء وإعادة الاستدعاء» إلى العديد من الولايات، بما في ذلك أيداهو وواشنطن وسكونسن. كان الكثير من التقدميين، مثل جورج م. فوربس، رئيس مجلس التعليم في روتشستر، يأملون في جعل الحكومة في الولايات المتحدة أكثر استجابة للصوت المباشر للشعب الأمريكي عندما قال: نحن الآن منشغلون بشدة في صياغة أدوات الديمقراطية، والمبادرة الأولية المباشرة، والمبادرة، والاستفتاء، والاستدعاء، والاقتراع القصير، وحكومة العمولة. لكن في حماستنا، لا يبدو أننا ندرك أن هذه الأدوات ستكون بلا قيمة ما لم تُسْتَخْدَم من قبل أولئك الذين تتأجج فيهم مشاعر الأخوة. . . فكرة [حركة المراكز الاجتماعية] هي أن تنشئ في كل مجتمع مؤسسة لها علاقة مباشرة وحيوية برفاهية الحي أو الجناح أو المقاطعة، وكذلك بالمدينة ككل 

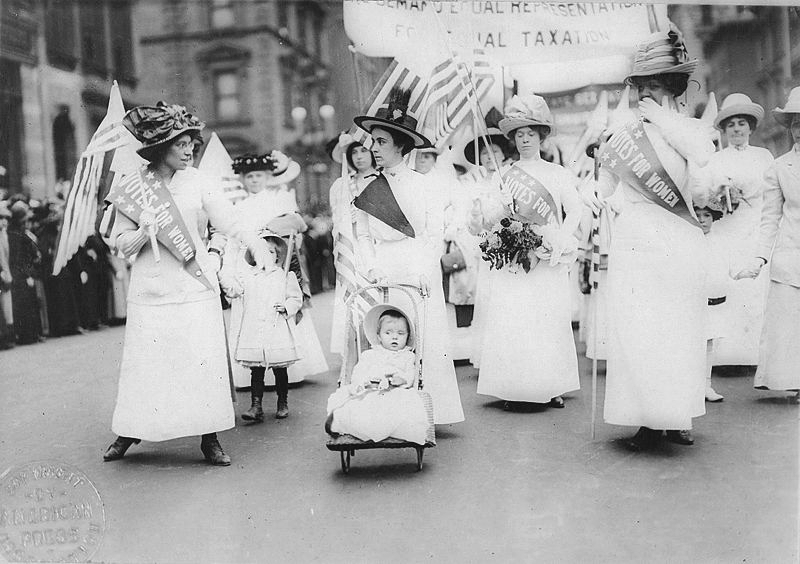
نساء يسيرات من أجل حق التصويت ، 1912

## إدارة البلديات في الولايات المتحدة
ركز التقدميون عادة على حكومات البلديات والولايات، باحثين عن الهدر وطرق أفضل لتقديم الخدمات مع نمو المدن بسرعة. أدت هذه التغييرات إلى نظام أكثر تنظيماً، حيث أصبحت السلطة التي كانت مركزية داخل الهيئة التشريعية أكثر تركيزًا على المستوى المحلي. أُجْرِيَت التغييرات على النظام لجعل العمليات القانونية ومعاملات السوق والإدارة البيروقراطية والديمقراطية أسهل في الإدارة، وبالتالي وضعها تحت تصنيف «الإدارة البلدية». كان هناك أيضًا تغيير في سلطة هذا النظام؛ كان يعتقد أن السلطة التي لم تُنَظَّمْ بشكل صحيح قد منحت الآن السلطة للمهنيين والخبراء والبيروقراطيين لهذه الخدمات. أدت هذه التغييرات إلى نوع أكثر صلابة من الإدارة البلدية بالمقارنة مع النظام القديم الذي كان متخلفا وغير مبني بشكل سيء.    
حشد التقدميون الناخبين من الطبقة الوسطى، وكذلك الصحف والمجلات، لتحديد المشاكل وتركيز معنويات الإصلاح على مشاكل محددة. ركز العديد من البروتستانت على الصالون كقاعدة قوة للفساد، فضلاً عن العنف واضطراب الأسرة، لذا حاولوا التخلص من نظام الصالون بأكمله من خلال الحظر. وقام آخرون (مثل جين أدامز في شيكاغو) بترويج منازل الاستيطان. تضمّن المصلحون البلديون الأوائل هازن إس بينجري (عمدة ديترويت في تسعينيات القرن التاسع عشر)  وتوم جونسون في كليفلاند بولاية أوهايو. في عام 1901، فاز جونسون بالانتخابات كرئيس لبلدية كليفلاند على أساس فرض ضرائب عادلة، وحكم الوطن لمدن أوهايو، وأجرة سيارة في الشارع تبلغ مساحتها 3 سنتات. انتخب رئيس جامعة كولومبيا سيث لو عمدة مدينة نيويورك عام 1901 على مقعد الإصلاحيون.

## الفاعلية
كان العديد من التقدميين مثل لويس برانديز يأملون في جعل الحكومات الأمريكية أكثر قدرة على تلبية احتياجات الناس من خلال جعل العمليات والخدمات الحكومية أكثر كفاءة وعقلانية. وبدلاً من تقديم حجج قانونية ضد أيام العمل لمدة عشر ساعات للنساء، استخدم «المبادئ العلمية» والبيانات الصادرة عن علماء الاجتماع لتوثيق ارتفاع تكاليف ساعات العمل الطويلة لكل من الأفراد والمجتمع. كان بحث التقدميين عن الكفاءة يتعارض أحيانًا مع السعي التقدمي نحو الديمقراطية. خفض السلطة من أيدي المسؤولين المنتخبين ووضع هذه السلطة في أيدي المسؤولين المحترفين قلل من صوت السياسيين وبالتالي قلل صوت الشعب. جعل اتخاذ القرارات المركزية من قبل خبراء مدربين وتقليص السلطة للأجنحة المحلية الحكومة أقل فسادًا ولكن بعيدًا ومعزولًا عن الأشخاص الذين تخدمهم. جادل التقدميون الذين أكدوا على الحاجة إلى الكفاءة أن الخبراء المستقلين المدربين يمكنهم اتخاذ قرارات أفضل من السياسيين المحليين. هكذا دعا والتر ليبمان في كتابه «الانجراف والسيطرة» (1914) المؤكد «الروح العلمية» و «الانضباط الديمقراطي»، إلى حكومة مركزية قوية يسترشد بها الخبراء وليس الرأي العام.
ومن أمثلة الإصلاح التدريجي ظهور نظام مديري المدن، حيث أدار مهندسون محترفون مدفوع الأجر الشؤون اليومية لحكومات المدن وفقًا للإرشادات التي وضعتها مجالس المدن المنتخبة. أنشأت العديد من المدن «مكاتب مرجعية» تابعة للبلدية والتي أجرت مسوحات خبراء للإدارات الحكومية تبحث عن الهدر وعدم الكفاءة. بعد إجراء دراسات استقصائية متعمقة، أعيد تنظيم حكومات الولايات وحتى حكومات الولايات لتقليل عدد المسؤولين والقضاء على مجالات السلطة المتداخلة بين الإدارات. أعيد تنظيم حكومات المدن لتقليل سلطة رؤساء الأجنحة المحلية وزيادة صلاحيات مجلس المدينة. بدأت الحكومات على كل المستويات في تطوير ميزانيات لمساعدتهم على تخطيط نفقاتهم (بدلاً من إنفاق الأموال بشكل عشوائي عندما تنشأ الاحتياجات وأصبحت الإيرادات متاحة). أظهر الحاكم فرانك لودن من ولاية إلينوي «شغفًا بالكفاءة» أثناء تبسيطه لحكومة الولاية.

## تنظيم الشركات الكبيرة والاحتكارات

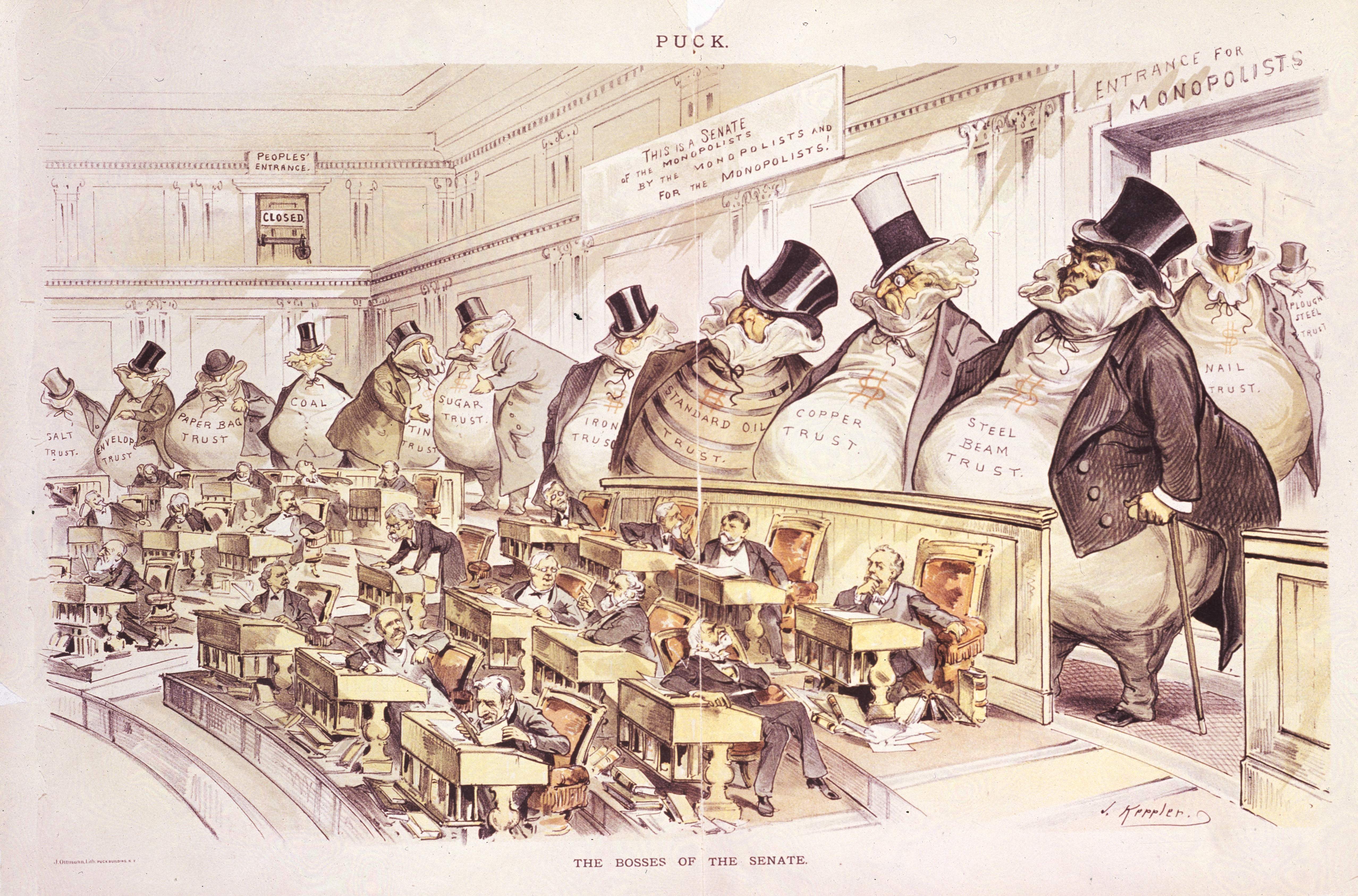
"The Bosses of the Senate" ، رسم كاريكاتوري لجوزيف كيبلر يصور مصالح الشركات - من الصلب والنحاس والنفط والحديد والسكر والقصدير والفحم إلى أكياس الورق والمظاريف والملح - كأكياس نقود عملاقة تلوح في الأفق على أعضاء مجلس الشيوخ الصغار في مكاتبهم في مجلس الشيوخ الأمريكي.

كان الكثير من التقدميين يأملون أنه من خلال تنظيم الشركات الكبرى ، يمكنهم تحرير الطاقات البشرية من القيود التي تفرضها الرأسمالية الصناعية. ومع ذلك، اِنْقَسَمَت الحركة التقدمية حول أي من الحلول التالية ينبغي استخدامها لتنظيم الشركات.
جادل التقدميون المؤيدون للعمالة مثل صموئيل جومبرز بأن الاحتكارات الصناعية هي مؤسسات اقتصادية غير طبيعية تقمع المنافسة التي كانت ضرورية للتقدم والتحسين.  قانون مكافحة الاحتكار في الولايات المتحدة هو مجموعة القوانين التي تحظر السلوك المعادي للمنافسة (الاحتكار) والممارسات التجارية غير العادلة. دعم الرئيسان ثيودور روزفلت وويليام هوارد تافت خرق الثقة. خلال فترة رئاستهم، أسقطت تافت المحافظة على خلاف ذلك 90 صندوقًا في أربع سنوات، بينما تولى روزفلت 44 في 7 سنوات ونصف في منصبه.
جادل التقدميون مثل بنيامين بارك دي ويت بأنه في الاقتصاد الحديث، كانت الشركات الكبيرة وحتى الاحتكارات حتمية ومرغوبة.  بفضل مواردها الضخمة ووفورات الحجم الكبير، قدمت الشركات الكبرى المزايا الأمريكية التي لا تستطيع الشركات الصغيرة تقديمها. ومع ذلك، فإن هذه الشركات الكبيرة قد تسيء استخدام قوتها العظيمة. يجب على الحكومة الفيدرالية السماح لهذه الشركات بالوجود ولكن تنظيمها من أجل المصلحة العامة. أيد الرئيس ثيودور روزفلت عمومًا هذه الفكرة وكان فيما بعد يدمجها كجزء من «قوميته الجديدة».

## الخدمات الاجتماعية
وضع التقدميون برامج تدريبية لضمان أن تُنَفَّذَ الأعمال الخيرية والعمل الخيري من قبل محترفين مدربين وليس هواة من ذوي القلب الدافئ.
صاغت جين أدامز من هول هاوس في شيكاغو قيادة المراكز السكنية والمجتمعية التي يديرها أخصائيون اجتماعيون ومتطوعون وتقع في الأحياء الفقيرة داخل المدينة. كان الغرض من منازل المستوطنين هو رفع مستوى معيشة سكان المدن من خلال توفير برامج تعليم الكبار والإثراء الثقافي.

### مكافحة الدعارة
خلال هذه الحقبة من الإصلاح الهائل بين جميع الجوانب الاجتماعية، كان القضاء على الدعارة أمرًا حيويًّا للتقدميين، وخاصة النساء.

### سن قوانين عمل الأطفال

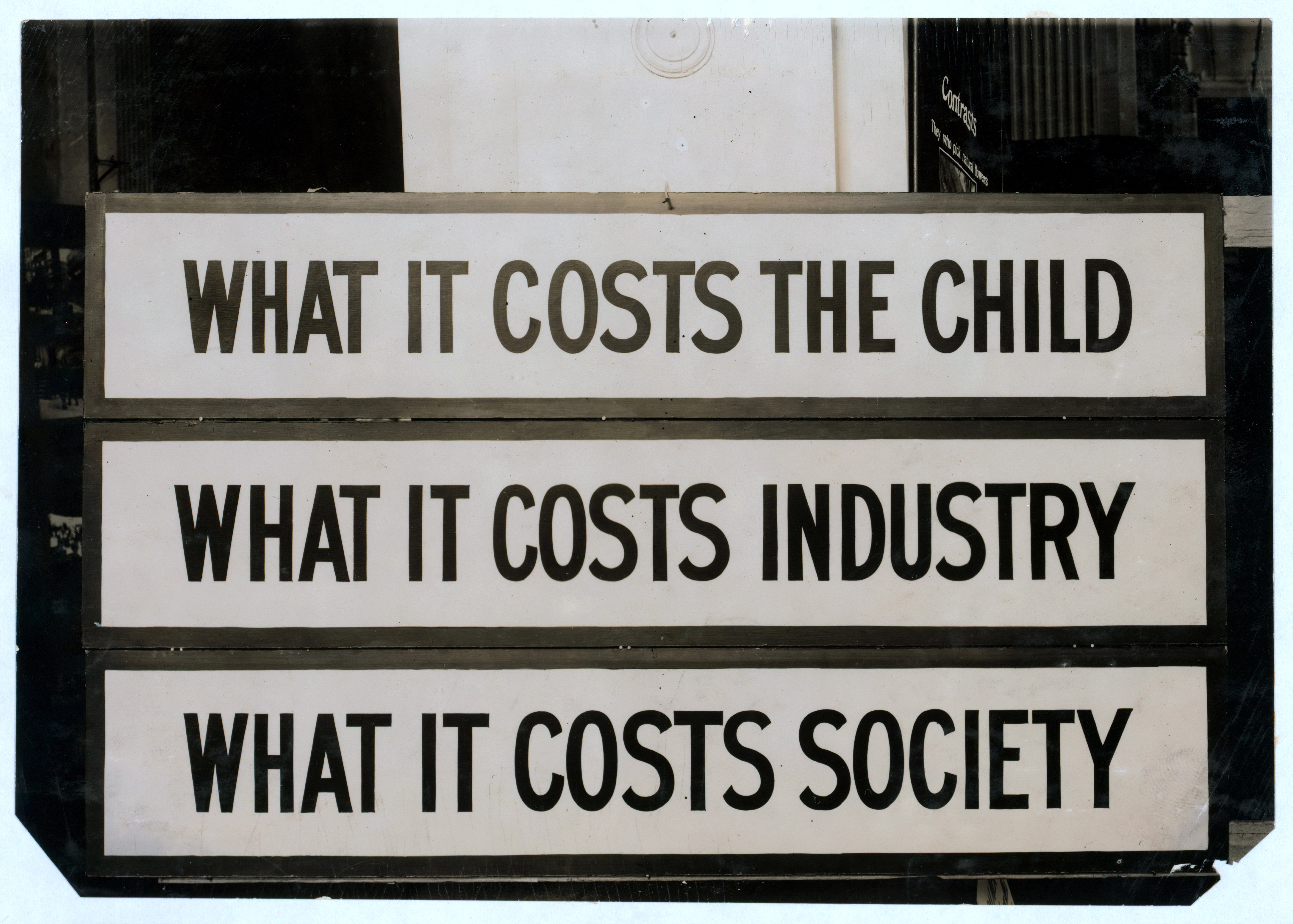
ملصق يسلط الضوء على حالة عمل الأطفال في الولايات المتحدة في أوائل القرن العشرين

صُمِّمَت قوانين عمل الأطفال لمنع الإفراط في استخدام الأطفال في الصناعات الناشئة حديثًا. كان الهدف من هذه القوانين هو إعطاء أطفال الطبقة العاملة الفرصة للذهاب إلى المدرسة والنضوج أكثر مؤسسية، وبالتالي تحرير إمكانات البشرية وتشجيع تقدم البشرية. لم يرغب أصحاب المصانع عمومًا في هذا التقدم بسبب فقدان العمال. استخدموا تشارلز ديكنز كرمز لأن ظروف العمل تثير الخيال. فشلت هذه المبادرة، مع سن قوانين عمالة الأطفال على أي حال.  

### دعم النقابات والتنظيمات
نمت النقابات العمالية بثبات حتى عام 1916، ثم توسعت بسرعة خلال الحرب. في عام 1919، أدت موجة من الإضرابات الكبرى إلى عزل الطبقة الوسطى. لقد فقدت الإضرابات، مما أدى إلى عزل العمال. في 1920s كانت النقابات في حالة ركود. في عام 1924، دعموا حزب La Follette التقدمي، لكنه حمل فقط قاعدته في ولاية ويسكونسن. بدأ الاتحاد الأمريكي للعمل تحت قيادة صموئيل جومبرز بعد عام 1907 في دعم الديمقراطيين، الذين وعدوا بمزيد من القضاة المؤيدين. عين الجمهوريون قضاة مؤيدين للأعمال. كما دعم ثيودور روزفلت والوفد المرافق له أهدافًا مثل يوم العمل الذي استمر لمدة ثماني ساعات وتحسين ظروف السلامة والصحة في المصانع وقوانين تعويض العمال وقوانين الحد الأدنى للأجور للنساء. 

### حظر الكحوليات
اعتمد معظم التقدميين وخاصة في المناطق الريفية سبب حظر الكحول في الولايات المتحدة،  لقد رأوا الصالون وكأنه فساد سياسي يتجسد، وأبدوا الضرر الذي لحق بالنساء والأطفال. كانوا يعتقدون أن استهلاك الكحول يحد من إمكانات البشرية للتقدم. حقق التقدميون النجاح أولاً مع قوانين الولايات المتحدة ثم بسن التعديل الثامن عشر للدستور الأمريكي في عام 1919. ولكن تطبيق القانون متساهلاً، لا سيما في المدن التي كان فيها القانون يحظى بدعم شعبي محدود للغاية، حيث قامت عصابات إجرامية سيئة السمعة، مثل عصابة شيكاغو في آل كابوني، بجريمة إجرامية استنادًا إلى مبيعات المشروبات الكحولية غير القانونية في بعض المناطق. كلفت «التجربة» (كما وصفها الرئيس هوفر) الخزانة بمبالغ كبيرة من الضرائب وأُلْغِيَ التعديل الثامن عشر بموجب التعديل الحادي والعشرين للدستور الأمريكي في عام 1933.

### تحسين النسل
رعى بعض التقدميين تحسين النسل كحل للأسر الكبيرة أو التي تعاني من نقص الأداء، على أمل أن يمكّن تحديد النسل الآباء من تركيز مواردهم على عدد أقل وأفضل من الأطفال. أشار القادة التقدميون مثل هربرت كرولي ووالتر ليبمان إلى قلقهم الليبرالي الكلاسيكي بشأن الخطر الذي يشكله الفرد على ممارسة تحسين النسل.

## التقدمية في القرن الحادي والعشرين
وفقًا لاستاذ العلوم الاقتصادية برينستون توماس سي. ليونارد أن التقدمية في القرن الحادي والعشرين بالولايات المتحدة أختلفت اختلافًا كبيرًا عن التقدمية التاريخية في القرنين التاسع عشر والعشرين لكن لم تشهد الكثير من التغيرات عما كانت عليه الحقبة السابقة، فقد استمر التقدميون في القرن العشرين على نفس القضايا التي تخص المساواة العرقية وحقوق الأقليات، ويشجبون الإمبريالية الأمريكية، ويتجنبون الأفكار البيولوجية في العلوم الاجتماعية، وعدم التأثر بالأفكار الدينية، ومع ذلك، فإن التقدمية التاريخية والحركة الحديثة تشتركان في فكرة أن الأسواق الحرة تؤدي إلى عدم المساواة الاقتصادية التي يجب تحسينها  . استخدم الكثير من التقدميين المعاصرين مصطلح «تقدمية جديدة» لجعل هذا التمييز. 

### تخفيف عدم المساواة في الدخل
ظل التفاوت في الدخل في الولايات المتحدة في ارتفاع منذ عام 1970، حيث يستمر الأثرياء في الاحتفاظ بثروة ودخل أكثر فأكثر. على سبيل المثال، ذهب 95٪ من مكاسب الدخل من 2009 إلى 2013 إلى أعلى 1٪ من أصحاب الأجور في الولايات المتحدة. لقد أدرك التقدميون أن انخفاض معدلات الاتحاد والسياسة الضعيفة والعولمة وغيرها من العوامل قد تسببت في فجوة الدخل.   أدى ارتفاع عدم المساواة في الدخل إلى تقدم التقدميين إلى صياغة تشريعات تتضمن، على سبيل المثال لا الحصر، إصلاح وول ستريت، وإصلاح قانون الضرائب، وإصلاح تمويل الحملات، وإغلاق الثغرات، والحفاظ على العمل المنزلي.

### إصلاح وول ستريت
بدأ التقدميون في المطالبة بتنظيم أقوى في وول ستريت (ويقصد به البورصة الأمريكية في نيويورك) بعد أن أدركوا أن إلغاء القيود التنظيمية والتخفيف من الإنفاذ يؤديان إلى الأزمة المالية في عام 2008. إن إقرار القانون التنظيمي المالي لشركة Dodd-Frank في عام 2010 قد وفر رقابة متزايدة على المؤسسات المالية وإنشاء وكالات تنظيمية جديدة، لكن العديد من التقدميين يجادلون بأن إطاره الواسع يسمح للمؤسسات المالية بمواصلة الاستفادة من المستهلكين والحكومة. دعا بيرني ساندرز، من بين آخرين، إلى إعادة تطبيق Glass-Steagall على نظامها الأكثر صرامة وتفكيك البنوك بسبب حصتها السوقية للمؤسسات المالية التي تتركز في عدد أقل من الشركات مما يرغب التقدميون. 

### إصلاح الرعاية الصحية
في عام 2009، حدد المؤتمر التقدمي للكونغرس خمسة مبادئ أساسية للرعاية الصحية كانوا يعتزمون تطبيقها. فرضت الكلفة بالنقرة (CPC) خيارًا عامًا على مستوى البلاد، والتأمين الصحي ذي الأسعار المعقولة، وأنظمة سوق التأمين، وتفويض توفير تأمين صاحب العمل، والخدمات الشاملة للأطفال. في مارس 2010، أقر الكونغرس قانون حماية المرضى والعناية بأسعار معقولة، والذي كان يهدف إلى زيادة القدرة على تحمل التكاليف وفعالية نظام الرعاية الصحية في الولايات المتحدة. على الرغم من أنه اعتبر نجاحًا من قبل التقدميين، إلا أن الكثير منهم جادلوا بأنه لم يحقق الكثير في تحقيق إصلاح الرعاية الصحية، كما يتضح من فشل الديمقراطيين في تحقيق خيار وطني عام. في العقود الأخيرة، أصبحت الرعاية الصحية أحادية الدفع هدفًا مهمًا في إصلاح الرعاية الصحية للمتقدمين. في الانتخابات التمهيدية لعام 2016 ، أثارت المرشحة الرئاسية الاشتراكية التقدمية والديمقراطية بيرني ساندرز مسألة نظام الرعاية الصحية لمدفوع واحد، مشيرة إلى اعتقاده بأن الملايين من الأميركيين لا يزالون يدفعون أكثر من اللازم للتأمين الصحي، ويجادلون بأن ملايين آخرين لا يتلقون الرعاية التي يحتاجونها. في عام 2016، بُذلت جهود لتنفيذ نظام الرعاية الصحية المدفوع لشخص واحد في ولاية كولورادو، والمعروفة باسم ColoradoCare (التعديل 69) . عقد السناتور بيرني ساندرز مسيرات في كولورادو لدعم التعديل الذي أدى إلى التصويت. على الرغم من الدعم الرفيع المستوى، فشل التعديل 69، حيث صوت 21.23٪ فقط من سكان كولورادو المصوتين لصالحه، و 78.77٪ عارضوا ذلك.

### الحد الأدنى للأجور
بعد تعديل التضخم، وصل الحد الأدنى للأجور في عام 1968 إلى 8.54 دولار (في 2014 دولار). يعتقد التقدميون أن الركود في الأجور يديم عدم المساواة في الدخل وأن رفع الحد الأدنى للأجور هو خطوة ضرورية لمكافحة عدم المساواة.  إذا زاد الحد الأدنى للأجور بمعدل نمو الإنتاجية في الولايات المتحدة، فسيبلغ 21.72 دولارًا في الساعة، أي حوالي ثلاثة أضعاف نظير 7.25 دولار في الساعة. التقدميون الشعبيون، مثل السناتور بيرني ساندرز ونائب الرئيس. كيث إليسون، صادق على زيادة الأجور الإلزامية إلى 15 دولارًا في الساعة. لقد شهدت الحركة بالفعل نجاحًا في تنفيذها في كاليفورنيا بإصدار قانون لرفع الحد الأدنى للأجور دولارًا واحدًا كل عام حتى بلوغ 15 دولارًا في الساعة في عام 2021. يضغط العاملون في نيويورك من أجل تشريع مماثل، حيث يواصل الكثيرون حشدهم لزيادة الحد الأدنى للأجور كجزء من حركة الكفاح من أجل 15 دولارًا.

### الشرطة وحقوق السود
Black Lives Matter هي مجموعة ناشطة دولية تحارب وحشية الشرطة والعنصرية النظامية. نظمت «قضية حياة السود» احتجاجات ضد مقتل الأمريكيين من أصل أفريقي بسبب أعمال الشرطة والجرائم. وتشمل هذه الاحتجاجات ضد وفاة مايكل براون وتامير رايس وإريك جارنر وفريدي جراي وكورين جينس.

### العدالة البيئية
يدافع التقدميون الحديثون عن تدابير وقائية بيئية قوية للحد من التلوث أو القضاء عليه. أحد أسباب ذلك هو الارتباط القوي بين الظلم الاقتصادي والظروف البيئية الضارة: تميل المجموعات المهمشة اقتصاديًا إلى أن تتأثر بشكل غير متناسب بأضرار التلوث والتدهور البيئي.

## الأحزاب التقدمية

### الحزب التقدمي، 1924
في عام 1924، رشح عضو مجلس الشيوخ عن ولاية ويسكونسن روبرت لا فوليت للرئاسة على بطاقة «الحزب التقدمي». فاز La Follette بدعم من النقابات العمالية والألمان والاشتراكيين من خلال حملته الصليبية. حمل فقط ويسكونسن واختفت الحفلة خارج ولاية ويسكونسن.

### الحزب التقدمي، 1948
أُطْلِقَ طرف ثالث في عام 1948 من قبل نائب الرئيس السابق هنري أ. والاس كوسيلة لحملته الانتخابية للرئاسة. ورأى أن الحزبين رجعيان ومروجان للحرب، واجتذبا الدعم من الناخبين اليساريين الذين عارضوا سياسات الحرب الباردة التي أصبحت إجماعًا وطنيًّا. معظم الليبراليين، التجار الجدد، وخاصة نقابات CIO ، أدانوا الحزب لأنه كان يسيطر عليه الشيوعيون بشكل متزايد. تلاشت بعد فوزها بنسبة 2 ٪ من الأصوات في عام 1948.